# Mark de Jong
Mark de Jong (Rotterdam, 20 februari 1987) is een Nederlands voormalig professioneel tennisser en tenniscoach. In 2018 werd hij veroordeeld wegens de moord op zakenman Koen Everink.

## Carrière
De Jong speelde sinds 2005 professioneel tennis en bereikte op 29 oktober 2007 zijn hoogste ATP-ranking van 1040. In 2012 werd hij Nederlands kampioen mannenenkelspel na het jaar ervoor nog de finale te hebben verloren van Jasper Smit. Op 27-jarige leeftijd stopte De Jong met tennis nadat hij besefte dat hij de top niet ging halen. Na het beëindigen van zijn carrière in 2014, ging hij aan de slag als tenniscoach voor Robin Haase.

## Moord op Koen Everink
Op 24 maart 2016 werd De Jong gearresteerd na aankomt op Schiphol in verband met de moord op Koen Everink. De Jong vloog die dag met Robin Haase terug vanuit Florida nadat deze hier een tennistoernooi had gespeeld. Everink was drie weken eerder door meerdere messteken om het leven gebracht en 's ochtends gevonden door zijn dochter. De Jong was een bekende van Everink en was die avond bij Everink op bezoek geweest. Een dag later vloog De Jong naar de Verenigde Staten. De Rotterdammer zou gokschulden hebben bij onder meer Everink. Op 23 januari 2018 werd De Jong door de rechtbank veroordeeld tot 18 jaar cel wegens moord en diefstal van Everinks kostbare horloge. Bij het opleggen van de straf werd er uitdrukkelijk rekening mee gehouden dat de dader wist dat het zesjarige dochtertje van Everink in dezelfde woning op dat moment boven in haar bed lag.
De Jong ging tegen de uitspraak in hoger beroep. Op 22 maart 2019 werd de oud-tenniscoach door het Gerechtshof Arnhem-Leeuwarden veroordeeld tot een celstraf van 20 jaar wegens moord en de diefstal van het horloge. Tegen de uitspraak van het gerechtshof stelde De Jong cassatie in, maar de Hoge Raad oordeelde op 26 mei 2020 dat de cassatieklachten ongegrond waren en de straf kon blijven staan. Met de uitspraak van de Hoge Raad is de veroordeling definitief.

## Verwijzingen
1. ↑  (en) ATP profile pagina Mark de Jong.
2. ↑  De Jong stopt met tennis en wordt tenniscoach. Algemeen Dagblad (22 december 2014). Geraadpleegd op 14 maart 2025.
3. ↑  Willem Smits en Motké, Wie is Mark de Jong, de tenniscoach gearresteerd in zaak-Koen Everink?. Quote (24 maart 2016). Geraadpleegd op 14 maart 2025.